# آتئنا مانوکیان
آتئنا مانوکیان (ارمنی: Աթենա Մանուկյան؛ یونانی: Αθηνά Μανουκιάν؛ زادهٔ ۲۲ مهٔ ۱۹۹۴) خواننده، ترانه‌سرا، و آهنگساز  ارمنی‌تبار اهل یونان در سبک‌های موسیقی پاپ، موسیقی رقص، ریتم اند بلوز و موسیقی هیپ هاپاست. وی از سال ۲۰۰۷ میلادی تاکنون مشغول فعالیت بوده‌است. آتئنا نماینده ارمنستان در مسابقه آواز یوروویژن ۲۰۲۰ بود.

## زندگی‌نامه
وی در ۲۲ مهٔ ۱۹۹۴ ‏در آتن به دنیا آمد . 